# Eutropius (Byzantijns staatsman)
Eutropius (Grieks: Ευτρόπιος) (gestorven 399) was een staatsman van het Byzantijnse Rijk in de 4e eeuw n.Chr.
Hij begon zijn carrière als een eunuch in het paleis van Theodosius I. Na diens dood in 395 regelde hij met succes het huwelijk van de nieuwe keizer, Arcadius, met Aelia Eudoxia, nadat hij een poging van de hoofdadviseur van Arcadius, Flavius Rufinus, om zijn eigen dochter aan de zwakke keizer uit te huwelijken, geblokkeerd had. Eutropius' positie verbeterde aanzienlijk als gevolg van de moord op Rufinus in datzelfde jaar, en hij werd al snel de naaste adviseur van Arcadius. Zijn zegetocht binnen de rangen van het hof werd nog eens geholpen door zijn overwinning over een invasie van de Hunnen in 398. Het volgende jaar werd hij de eerste eunuch die benoemd werd als consul. Hij maakte zowel Gainas, de leider van de Gotische huurlingen in het keizerlijke leger, als Eudoxia, de keizerin die hij gecreëerd had, tot zijn vijand, en deze twee machtige personen betekenden uiteindelijk zijn ondergang in hetzelfde jaar dat hij consul werd.
Eutropius werd voor het einde van het jaar nog geëxecuteerd, ondanks het respijt die de smeekbeden van Johannes Chrysostomus even geboden hadden.
Tijdens zijn klim naar het consulschap had Eutropius zich de woede van het volk op zijn hals gehaald door zijn reputatie van wreedheid en hebzucht. Hij kan ook een rol gespeeld hebben in de moord op zijn voorganger Rufinus.